# Naddesetnik (Slovenska vojska)
Naddesetnik je moštveni vojaški čin v uporabi v Slovenski vojski (SV). Naddesetnik je tako nadrejen desetniku in podrejen vodniku.
V skladu s Natovim standardom STANAG 2116 čin spada v razred OR-4. Tipična dolžnost je vojak specialist.

## Oznaka
Oznaka čina je sestavljena iz ene velike, peterokotne rdeče ploščice, na kateri se nahaja zlati lipov list, nanjo pa sta pritrjeni rdeči ploščici v obliki črke V.

## Zakonodaja
Naddesetnike imenuje minister za obrambo Republike Slovenije na predlog načelnika Generalštaba Slovenske vojske.
Desetnik je lahko povišan v naddesetnika:
– pripadnik rezervne sestave, ki je razporejen na dolžnost, za katero se zahteva čin naddesetnika in je to dolžnost uspešno opravljal najmanj leto dni ter je opravil tudi predpisano usposabljanje in ima predpisano stopnjo izobrazbe,
– med izobraževanjem in usposabljanjem na šoli za podčastnike in šoli za častnike, šoli za podčastnike vojnih enot ter šoli za častnike vojnih enot v skladu s programom šole,

– pripadnik stalne sestave, ki je razporejen na dolžnost, za katero se zahteva čin naddesetnika in je to dolžnost uspešno opravljal najmanj eno leto ter je ocenjen s službeno oceno “odličen” oziroma najmanj dve leti, če je ocenjen najmanj s službeno oceno “dober” ter je končal predpisano usposabljanje.